# Stade Vélodrome de Rocourt
Le stade Vélodrome de Rocourt est une ancienne enceinte sportive située à Rocourt dans la banlieue de Liège.
Aujourd'hui, le Stade Vélodrome de Rocourt a fait place à un complexe cinématographique du groupe Kinepolis.
Ce stade construit en 1920 et inauguré en 1921 portait le nom de stade Juges Georges ou stade Oscar Flesh. Oscar Flesch, directeur du charbonnage de Rocourt va avoir l’idée de construire un stade à Rocourt. En 1920, il achète une propriété de 12 hectares. Le stade inauguré le 28 août 1921 peut accueillir 30 000 spectateurs. Cette même année, le roi Albert Ier accorde au club le titre de royal.

## Rénovations et destruction
Le stade a été rénové en 1950, en 1956, en 1967, en 1972, en 1986 et en 1992. Le dernier match eut lieu le 26 novembre 1994 ( RFC liégeois – Cercle de Bruges ).
Le stade a été détruit en janvier 1995 pour manque de conformité. Les causes de cette destruction sont les problèmes au toit de la tribune debout, le pourtour peu stable et les éclairages défectueux et menaçant de s’effondrer. Les rares vestiges du stade sont une pierre commémorative « stade Oscar Flesh » dans la façade du Kinepolis et plusieurs murs derrière la tribune visiteurs et debout couverte.

## Historique
- 1919 : Oscar Flesch, directeur du Charbonnage d'Ans-Rocour, entre au Comité du FC Liégeois. Il devient rapidement Vice-président avec l'ambitieux projet de construire un stade pour le club.
- 1920 : la Société coopérative du Stade du FC Liégeois est créée et achète une propriété de 12 hectares.
- 1921 : le 28 août, le Stade Vélodrome Oscar Flesch est inauguré par les matchs FC Liégeois-Olympique lillois et Standard de Liège-Union Saint-Gilloise. Le stade a une capacité de 30 000 places.
- 1937 : le stade devient propriété du FC Liégeois.
- 1950 : des travaux d'agrandissement portent la capacité à 40 000 places. Le 15 mai, le mesurage de la piste (454,54 mètres) est effectué pour son homologation par l'UCI. Les Championnats du monde de cyclisme sur piste y sont organisés pour la première fois.
- 1954 : 47 000 spectateurs (assistance record officielle) face au Spartak Moscou.
- 1955 : match de gala face au Newell's Old Boys (Argentine).
- 1956 : le 10 novembre, inauguration de l'éclairage face au MTK Budapest (Hongrie).
- 1957 : Championnats du monde de cyclisme sur piste.
- 1959 : Championnats du monde féminin de cyclisme sur piste.
- 1960 : 50 000 spectateurs (assistance record officieuse) face au Real Madrid.
- 1963 : Championnats du monde de cyclisme sur piste.
- 1967 : le 3 août, nouvelle tribune assise inaugurée face à l'Ajax Amsterdam à l'occasion des 75 ans du RFC Liégeois.
- 1973 : le Stade Vélodrome de Rocourt accueille pour la dernière fois l'arrivée de la classique cycliste Liège-Bastogne-Liège.
- 1975 : le Stade Vélodrome de Rocourt accueille pour la dernière fois les Championnats du monde de cyclisme sur piste.
- 1986 : construction de loges dans la tribune assise et de business seats à la place du Chalet situé à la droite de la tribune debout couverte. Le stade change de nom et s'appelle désormais Stade Jules Georges.
- 1988 : 39 000 spectateurs face à la Juventus en Coupe UEFA.
- 1994 : le Stade Vélodrome de Rocourt accueille le FC Bruges pour un match de Coupe d'Europe. Le 26 novembre, le RC Liégeois joue son dernier match au Stade Vélodrome de Rocourt contre le Cercle de Bruges.
- 1995 : le stade est déclaré non conforme et est démoli deux mois plus tard.
- 1997 : le 29 octobre, inauguration du complexe cinématographique Kinepolis de Rocourt sur l'ancien site du stade vélodrome.

L'équipe nationale belge de football (les Diables rouges) y a joué quatre matchs amicaux : le 15 avril 1922 contre le Danemark (nul 0-0), le 26 mai 1929 contre la France (victoire 4-1), le 28 septembre 1930 contre la Suède (partage 2-2) et le 14 mai 1939 contre la Suisse (défaite 1-2). 